# Celiny Włościańskie
Celiny Włościańskie – wieś w Polsce położona w województwie lubelskim, w powiecie łukowskim, w gminie Stanin. Obok miejscowości przepływa Bystrzyca, niewielka rzeka dorzecza Wisły.
| SIMC    | Nazwa                       | Rodzaj  |
| ------- | --------------------------- | ------- |
| 0689266 | Kolonia Celiny Włościańskie | kolonia |
| 0689272 | Zawywozie                   | kolonia |

W latach 1975–1998 miejscowość administracyjnie należała do województwa siedleckiego.
Wieś stanowi sołectwo w gminie Stanin. Według Narodowego Spisu Powszechnego z roku 2011 wieś liczyła 345 mieszkańców.
Wierni Kościoła rzymskokatolickiego należą do parafii św. Marii Magdaleny w Tuchowiczu.